# Agani, Sakleshpur
Agani là một làng thuộc tehsil Sakleshpur, huyện Hassan, bang Karnataka, Ấn Độ.